# Comitatul Holmes, Ohio
Comitatul Holmes (în limba engleză: Holmes County) este unul din cele 88 de comitate ale statului american Ohio. Conform recensământului Census 2010, populația totală era de 42.366 de locuitori. Sediul comitatului este localitatea Millersburg.
Comitatul are cea mai mare populație de Amish din întrega lume, acest fapt fiind un puternic punct de atracție turistică atât pentru turiștii interni cât și pentru cei externi.

## Date geografice
Comitatul este situat central nord-estică a statului Ohio, ocupând o suprafață de 1.098 km², din care 3 km² este acoperită de apă. Comitatele vecine, considerate în sensul acelor de ceasornic, începând de la nord, sunt Wayne, Stark, Tuscarawas, Coshocton, Knox și Ashland.

## Comunități

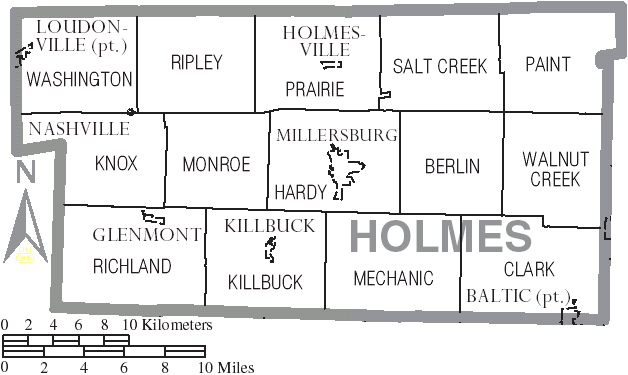
Map of Holmes County, Ohio with Municipal and Township Labels

### Sate
- Baltic
- Glenmont
- Holmesville
- Killbuck
- Loudonville
- Millersburg (county seat)
- Nashville

### Townships
- Berlin
- Clark
- Hardy
- Killbuck
- Knox
- Mechanic
- Monroe
- Paint
- Prairie
- Richland
- Ripley
- Salt Creek
- Walnut Creek
- Washington

### Census-designated places
- Berlin
- Walnut Creek
- Winesburg

### Comunități neîncorporate
- Big Prairie
- Charm
- Lakeville
- Mt. Hope